# Цекеево (село)
Цекеево — село в Кикнурском районе Кировской области. Было административным центром Цекеевского сельского поселения.

## География
Находится на расстоянии примерно 12 км по прямой на юг от районного центра, поселка Кикнур.

## История
Известно с 1891 года как село Знаменское или Цекеево, Знаменская каменная церковь построена была в 1893 году. В 1905 здесь было отмечено дворов 41 и жителей 225, в 1926 52 и 265 (в том числе мари 160), в 1950 52 и 189, в 1989 проживало 286 человек. До января 2020 года входила в Кикнурское сельское поселение до его упразднения.

## Население
Постоянное население  составляло 268 человек (русские 52 %, мари 49 %) в 2002 году, 201 в 2010.

## Известные уроженцы
Яндубаев Сергей Васильевич (род. 1957) — советский и российский скульптор-монументалист, художник-портретист. Сотрудник Марийских мастерских Художественного фонда РСФСР (1980—1997), преподаватель Йошкар-Олинского художественного училища (1998—2004). Председатель Марийского отделения Союза художников России (1995—1997). Заслуженный художник Республики Марий Эл (2007). Лауреат Государственной премии Республики Марий Эл (2003) и Государственной молодёжной премии Марий Эл имени Олыка Ипая (1992).